# Buckinghamshire and Oxfordshire rising of 1549
Buckinghamshire and Oxfordshire rising of 1549 var ett uppror som ägde rum i England 1549. 
Upproret leddes av James Webbe. Det utlöstes av en kombination av motstånd mot den pågående reformationen bland katolska bönder, symboliserad av introduktionen av Book of Common Prayer, och böndernas motstånd mot den likaledes pågående enclosurerörelsen av land. Den ägde rum samtidigt som Prayer Book Rebellion, som också var ett protestuppror mot reformationen, och bidrog till uppfattningen att England då genomgick en period av politisk oro och instabilitet, känd som "the commotion time".